# Stadion Metallurg w Olmaliqu
Stadion Metallurg – wielofunkcyjny stadion w Olmaliqu, w Uzbekistanie. Swoje mecze rozgrywa na nim drużyna FK Olmaliq. Obiekt może pomieścić 11 000 widzów.